# Arboretum de Wojsławice

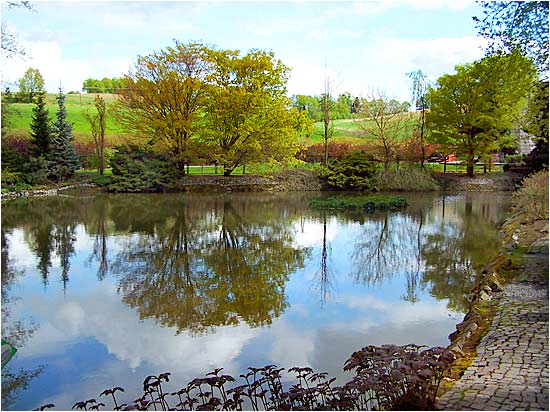
Etang à l'entrée de l'Arboretum

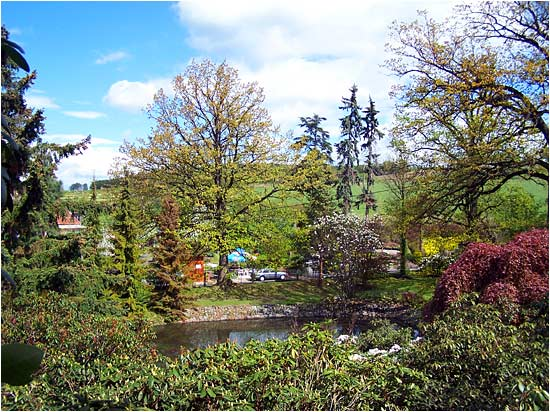
Vue sur la partie Nord

 (novembre 2024).
L'arboretum de Wojsławice est situé à Wojsławice, dans le powiat de Dzierżoniów, dans la voïvodie de Basse-Silésie, dans le sud-ouest de la Pologne.
Ce parc romantique de Basse-Silésie a survécu aux tourments de la guerre et a pu être préservé jusqu'à notre époque.
Il a une superficie de 62 ha et contient plus de 6000 différentes espèces de plantes dont 3500 de plantes vivaces. On y trouve 880 espèces de rhododendrons et d'azalées.
Il se situe environ à 2 km à l'est de Niemcza, à 9 km au sud-est du château de Gola Dzierżoniowska, à 14 km à l'est de Dzierżoniów et à 55 km au sud de Wrocław.

## Environs
A moins de 10 km
- Parc du château de Gola Dzierżoniowska

A moins de 50 km
- Jardin zoologique de la Halle du Centenaire , Wrocław